# Walter Sommer (Politiker, 1905)
Walter Sommer (* 13. Juli 1905 in Leipzig; † 13. März 1989 in Kaiserslautern) war ein deutscher Richter und Ministerialbeamter. Zuletzt war er Oberbürgermeister von Kaiserslautern.

## Leben
Sommer studierte nach dem Besuch des Gymnasiums seiner Heimatstadt Halle ab 1924 Rechts- und Staatswissenschaften an der Ludwig-Maximilians-Universität München. 1924 wurde er Mitglied des Corps Makaria München. Als Inaktiver setzte er seine Studien in Paris und Oxford und an der Albertus-Universität Königsberg fort. Im Juli 1929 bestand er am Oberlandesgericht Königsberg das Referendarexamen. 1930 wurde er mit einer handelsrechtlichen Doktorarbeit zum Dr. iur. promoviert.
1934 legte er am Kammergericht das Assessorexamen ab. Er wurde Gerichtsassessor am Amts- und Landgericht Halle, 1938 Amtsrichter in Stolberg (Harz) und 1940 Hilfsrichter am Oberlandesgericht Naumburg. Er wurde 1941 ins Reichsjustizministerium berufen und 1943 zum Oberlandesgerichtsrat ernannt. Beim Reichsjustizministerium beschäftigte er sich unter anderem ab 1943 mit den Auswirkungen der 3. strafrechtlichen Vereinfachungsverordnung. Ab 1944 war er in der Reichskanzlei beschäftigt. Nach dem Attentat vom 20. Juli 1944 kehrte er in das Reichsjustizministerium zurück.

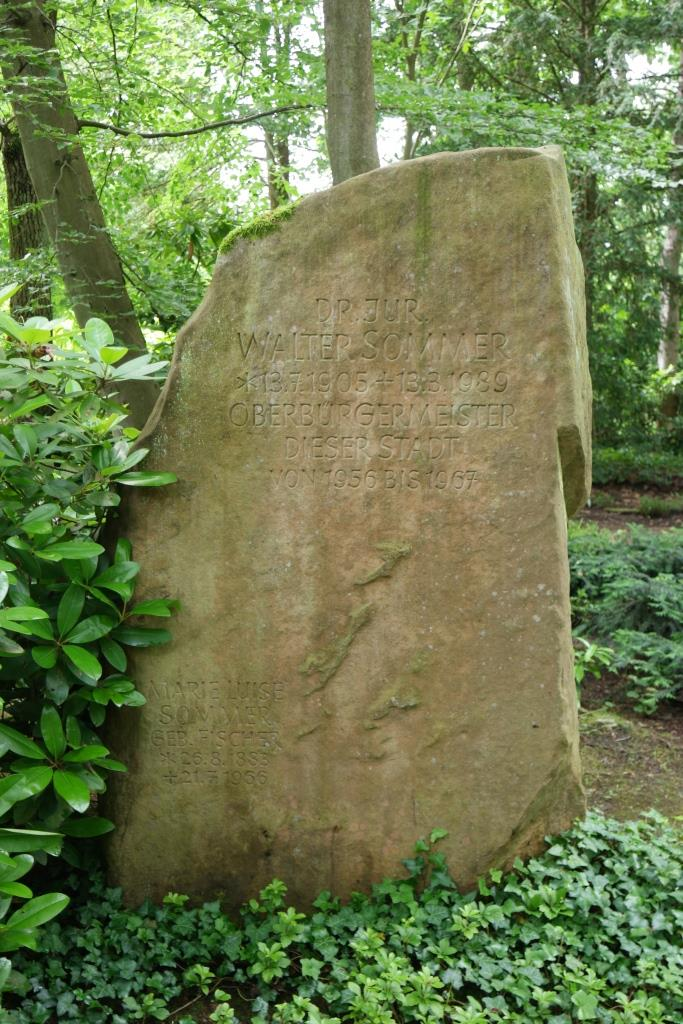
Sommers Grab auf dem Hauptfriedhof (Kaiserslautern)

Als einer der ersten Richter wurde Sommer nach dem Zusammenbruch im September 1945 nach Bremen berufen und erhielt eine Stelle als Vorsitzender der II. Strafkammer und des Schwurgerichts. 1950 wurde er zum Justitiar der Stadtverwaltung in Hannover und 1952 zum Stadtdirektor in Leverkusen gewählt. 1956 wurde er einstimmig zum Oberbürgermeister von Kaiserslautern gewählt. Er trat 1967 in den Ruhestand und blieb in Kaiserslautern wohnen. Er  wurde am 2. März 1989 in seinem Garten angeschossen und verstarb elf Tage später an den Folgen der Schussverletzung. Tatmotiv und Täter sind bis heute ungeklärt.